# Sant Serni de Meranges
Sant Serni de Meranges, o Sant Sadurní, és l'església parroquial romànica del municipi de Meranges, a la comarca de la Cerdanya.

## Història
Com d'altres esglésies de la comarca surt esmentada al segle x a l'acta de consagració de la Seu d'Urgell. Inicialment havia estat possessió del monestir de Ripoll.
Les tropes càtares de Ramon Roger I de Foix i Arnau I de Castellbò, al segle xii van saquejar l'església i van robar quaranta sous al capellà.

## Edifici
Consta de nau única amb un absis semicircular i voltes d'arc ogival, a la part central de l'absis s'obre una petita finestra amb motius esculpits en relleu, encara es pot veure en el seu interior restes de pintures murals representant el Pantocràtor.
Al costat de l'epístola es troben adossat en el seu mur dos grans arcs que acullen uns altars, en el centre d'un d'ells es troba gravat la data de 1690 i el nom de Vidal, potser del que va sufragar l'obra.
Les reformes més grans es van realitzar entre els segles xvii i xviii, construint en el mur del costat de l'evangeli dues capelles i l'allargament de la nau cap a la porta d'entrada, que va ser traslladada cap al mur de migdia, al costat de les capelles de l'obra nova, protegida sota un porxo on a una pedra es pot llegir: Escobar 1725. Amb data de 1683 es va construir el campanar al costat de l'entrada original.

### Portalada
La portalada està constituïda per cinc arquivoltes de pedra granítica menys als capitells, l'imposta i les seves bases que són de marbre rosa, tot el realitzat en aquest marbre es troba força erosionat. La porta té varietat de forjats, arrancats de la vella i posats als nous batents.

Portalada Sant Serni de Meranges

A les arquivoltes es troben esculpides nombroses figures amb diferents temes:
- Al brancal esquerre de la primera arquivolta s'observa, una serp entre les cames d'una dona nua a la qual li està mossegant el pit esquerra (representació de la luxúria o en menor mesura, la representació de la temptació), sobre aquesta figura hi ha una cara amb una espessa barba, seguint per la mateixa arcada es troben en relleu dues figures humanes molt erosionades, una carota, una àliga, altra cara i dues figures nues que es tapen els sexes i es coloquen l'altra mà al coll, probablement la representació d'Adam i Eva amb la serp cargolada sota els seus peus.

- A l'arquivolta del mig, es troben dues figures representant Caín i Abel. Un àngel amb una espasa i un altre personatge amb una bossa subjectada al coll amb la mà dreta, representant un àvar.

- Al brancal dret en oposició al de l'altra banda hi ha una cara amb el cap pelat fent ganyotes i una boca oberta ensenyant les dents, (semblant a les cares de l'església de Sant Pere d'Olopte) i finalment una representació d'un xiprer.